# Третчиков, Владимир Григорьевич
Влади́мир Григо́рьевич Тре́тчиков (13 декабря 1913 или 26 декабря 1913, Петропавловск, Акмолинская область — 26 августа 2006[…], Кейптаун) — русский художник.

## Биография
Детство провёл в Петропавловске и на Дальнем Востоке (станция Гродеково). В 1924 году с родителями эмигрировал в Китай. Юность Третчикова прошла в Харбине.
С 1930 году жил в Шанхае, где работал иллюстратором и арт-директором в издательско-рекламной студии Mercury Press, принадлежавшей компании American Asiatic Underwriters (из которой выросла крупнейшая в мире страховая корпорация American International Group). Был членом шанхайского содружества художников ХЛАМ, сотрудничал в русских журналах Китая: «Рубеж», «Прожектор», «Понедельник».
В 1934—1942 годах работал в Сингапуре, в крупнейшем рекламном агентстве Юго-Восточной Азии Warin Studios. Рисовал шаржи для газеты Straits Times. Когда началась Вторая мировая война, начал иллюстрировать пропагандистские материалы для британского Министерства информации.
Во время Второй мировой войны оказался в лагере для военнопленных на Яве. Через несколько месяцев был выпущен на свободу и до 1945 года жил и работал в Джакарте.
В 1947 году переехал в Кейптаун. На сегодняшний день является самым известным живописцем, жившим в Южной Африке.
В Великобритании прославился в середине 1950-х годов. В 1962 году поставил рекорд во время своей месячной выставки в универмаге Harrods — 205 000 посещений. Всего провёл в Китае, Южной Африке, США, Канаде и Великобритании 52 персональные выставки.
«Третчи», как его называли в ЮАР, был автором таких картин, как «Китаянка», «Мисс Вонг», «Женщина Востока», «Потерянная орхидея», «Плачущая роза», а также «Умирающий лебедь», посвящённой британской танцовщице Алисии Марковой, начинавшей творческий путь в балетной труппе Дягилева.
Считается одним из самых коммерчески успешных художников середины XX века. Репродукции его картин стали бестселлерами в Великобритании, Южной Африке, Австралии, Новой Зеландии и Канаде. Эти репродукции можно увидеть в фильмах Альфреда Хичкока, Льюиса Гилберта и Гая Ричи, в скетчах Монти Пайтон, а также в клипах Дэвида Боуи, Jamiroquai, Peter Bjorn and John и The White Stripes.
На протяжении его карьеры серьёзные критики относились к работе Третчикова весьма пренебрежительно, называя его «Королём китча». Его манеру можно назвать реализмом с элементами стилизации. В его работах очевидно влияние американской рекламной графики 1930-х годов, а также Гогена и европейских и американских художников, работавших на Бали до Второй мировой войны.
В 2013 году подлинник картины «Китаянка» Третчикова продан на аукционе Bonhams за миллион фунтов стерлингов.
В октябре-ноябре 2018 года в Доме русского зарубежья имени А. Солженицына (Москва) организована первая в России выставка, посвящённая творчеству художника: «Владимир Третчиков. Собрание воспроизведений».